# Marco Beckmann
Marco Beckmann (* 1978) ist ein deutscher Investor und Filmproduzent.

## Leben
Beckmann ist ehemaliger Analyst und Fondsmanager. 2003 machte er sich selbständig und gründete den global agierenden Hightech-Wagniskapitalgeber Nanostart AG, dessen Vorstandsvorsitzender er ebenfalls ist. Beim Dreh zu Friendship! (2010) lernte Beckmann, der als Koproduzent fungierte, Matthias Schweighöfer kennen. 2009 gründete er gemeinsam mit ihm die Pantaleon Entertainment GmbH und im darauffolgenden Jahr die Tochterfirma Pantaleon Films. Beckmann war als Produzent an den Filmen What a Man (2011), Schlussmacher (2013), Vaterfreuden (2014), Der Nanny (2015), Der geilste Tag (2016) und 100 Dinge (2018) und der ersten deutschen Amazon Original Serie You are Wanted (2017) beteiligt. Für Netflix produzierte er als Associate Producer die mit dem Deutschen Fernsehpreis prämierte Serie „Das letzte Wort“ (2020) sowie den Film „Army of Thieves“ (2021) als Executive Producer, der in über 90 Ländern auf Platz eins die Netflix-Charts anführte.

## Filmografie (Auswahl)

### Kino
- 2011: What a Man
- 2013: Schlussmacher
- 2013: Frau Ella
- 2014: Vaterfreuden
- 2015: Der Nanny
- 2015: Highway To Hellas
- 2016: Der geilste Tag
- 2018: Hot Dog
- 2018: Vielmachglas
- 2018: 100 Dinge
- 2019: Dem Horizont so nah
- 2019: Auerhaus
- 2020: Takeover – Voll Vertauscht
- 2020: Resistance – Widerstand (Resistance)
- 2021: Generation Beziehungsunfähig
- 2021: Army of Thieves
- 2022: Die Geschichte der Menschheit – leicht gekürzt

### Fernsehserien
- seit 2017: You Are Wanted (Staffel 1+2)
- 2020: Das letzte Wort